# 伊皮亚苏
伊皮亚苏是巴西米纳斯吉拉斯州的一个市镇。总面积469.662平方公里，总人口4191人，人口密度8.9人/平方公里。